# Ce que tu n'as jamais su
 (août 2025).
Pour plus de détails, voir Fiche technique et Distribution.
Ce que tu n'as jamais su (Aunque tú no lo sepas) est un film espagnol réalisé par Juan Vicente Córdoba, sorti en 2000.

## Synopsis
Lucia retrouve Juan, un homme avec qui elle a eu une histoire d'amour 20 ans plus tôt.

## Fiche technique
- Titre : Ce que tu n'as jamais su
- Titre original : Aunque tú no lo sepas
- Réalisation : Juan Vicente Córdoba
- Scénario : José Manuel Benayas, Antonio Conesa, Juan Vicente Córdoba, María Reyes Arias et Rafa Russo d'après le nouvelle El vocabulario de los balcones (in Modelos de mujer d'Almudena Grandes)
- Musique : Ángel Illarramendi
- Photographie : Aitor Mantxola
- Montage : Osvaldo Donatién
- Production : Enrique Cerezo, Antonio Conesa et Juan Vicente Córdoba
- Société de production : Enrique Cerezo Producciones Cinematográficas, Samarkanda Cine-Vídeo, Televisión Española et Vía Digital
- Pays :  Espagne
- Genre : Drame et romance
- Durée : 110 minutes
- Dates de sortie : 
  -  Espagne : 25 septembre 2000

## Distribution
- Sílvia Munt : Lucía
- Gary Piquer : Juan
- Andrés Gertrúdix : Juan jeune
- Cristina Brondo : Lucía jeune
- Daniel Guzmán : Santi jeune
- Luisa Gavasa : la mère de Juan
- Emilio Linder : le père de Juan
- Txema Blasco : Benito
- Darío Paso : Kike
- Eloy Azorín : Nacho
- María Seyer : Eva
- Manuel Morón : Santi
- Concha Hidalgo : Fidela
- Consuelo Trujillo : Conchi
- Mariví Bilbao : la mère de Lucía
- Susi Sánchez : Ángela
- Luchi López : Toñi
- Ismael Martínez : José
- Ricardo Amador : Miguel
- Roberto Hernández : Ginés
- Francisco Olmo : Mario
- Román Alonso : Munster
- Paco Catalá : Capataz
- Óscar Jaenada : Cacique
- Yohana Cobo : Ana
- Victoria Herrera : Cati
- Angélica Martín : Loli
- Antonio Campaña : Bruno Enke

## Distinctions
Le film a remporté trois prix au Festival Cinespaña 2001 : mention spéciale du jury, meilleure photographie et prix du jury étudiant.